# بارطشية خيطية الشكل
بارطشية خيطية الشكل (الاسم العلمي:Bartsia filiformis) هي نوع من النباتات يتبع جنس البارطشية من الفصيلة الهالوكية.